# جامعة غوفرنرز الحكومية
جامعة غوفرنرز الحكومية (بالإنجليزية: Governors State University)‏ هي جامعة عامة، نقع في إلينوي. على مساحة تقدر بــ 750 أكر (3.0 كـم2)، يقع الحرم الجامعي على بعد 30 ميل (48 كـم) جنوبا من شيكاغو، إلينوي. تأسست في عام 1969م. وهي جامعة عامة شاملة ذات منهج واسع، وتقدم برامج الدرجات في المرحلة الجامعية والماجستير والدكتوراه. تضم أربع كليات: كلية الآداب والعلوم، وكلية إدارة الأعمال، وكلية التربية، وكلية الصحة والخدمات الإنسانية.

## الحرم الجامعي
يقع على مسافة 30 ميل (48 كـم) جنوب شيكاغو، وذلك عند تقاطع أحياء المدينة وقرى الضواحي والبلدات الريفية. كما يبعد أقل من 30 دقيقة بالسيارة عن مدن مثل كانكاكي وجوليت وكذلك شمال غرب إنديانا. يقع الحرم الجامعي الرئيسي على مساحة 750 أكر (3.0 كـم2) ويحتوي على المناظر الطبيعية المشجرة مع العديد من البحيرات والمسارات الطبيعية.

### النقاط المثيرة للاهتمام
- يوفر مركز تنمية الأسرة برامج ذات جودة جامعية للأطفال وأولياء أمورهم. سيكون مركز تنمية الأسرة هو مركز التعليم المبكر النموذجي للضواحي الجنوبية. تُعد برامج مركز تنمية الأسرة نموذجًا لأفضل الممارسات في التعليم في مرحلة الطفولة المبكرة وتعتمد بشكل مكثف على خبرة أعضاء هيئة التدريس والموظفين الجامعيين في التعليم في مرحلة الطفولة المبكرة والتمريض واضطرابات الاتصالات (الكلام والسمع) وعلم النفس والاستشارة. طلاب الجامعة في هذه البرامج على المستويين الجامعي والدراسات العليا هم مشاركون نشطون في مركز تنمية الأسرة. لقد اعترف بمركز تنمية الأسرة على المستوى الوطني، وذلك لوفائه بأعلى معايير التعليم في مرحلة الطفولة المبكرة. منحت الرابطة الوطنية لتعليم الأطفال الصغار -هي المنظمة المهنية الرائدة في البلاد والتي تعمل لصالح الأطفال الصغار- الاعتماد للمركز.
- والجامعة أيضا موطن لمركز الفنون المسرحية، الذي يجذب الفنانين والفنانين من جميع أنحاء العالم، وكذلك المجتمع المحلي. أقامت أوركسترا إلينوي الفيلهارمونية حفلات موسيقية شهرية خلال فصل الربيع عامي 2007-2008.[4]
- مجموعة فنون الإثنوغرافية هي مملوكة من قبل الجامعة، وتعود بدايتها إلى بداية الجامعة تقريبًا. تبرع لها بسخاء كل من أعضاء هيئة التدريس والطلاب والرعاة السابقين بغرض التدريس المباشر في فصول تاريخ الفن والدراسات الإثنية حتى يتمكن الطلاب من معرفة معلوماتهم بشكل مباشر، وليكونوا قادرين على الدراسة والتعامل مع أمثلة من مناطق مختلفة من العالم. في البداية قُبِلَ بعض الأمثلة التي ليست من «نوعية المتحف» الأولية ولكنها احتفظت بقيمة كأدوات تعليمية. وقد شملت التبرعات على مر السنين الأشياء ذات الجودة العالية وتضمنت أمثلة متعددة من سياقات إثنية معينة.

### الاستدامة

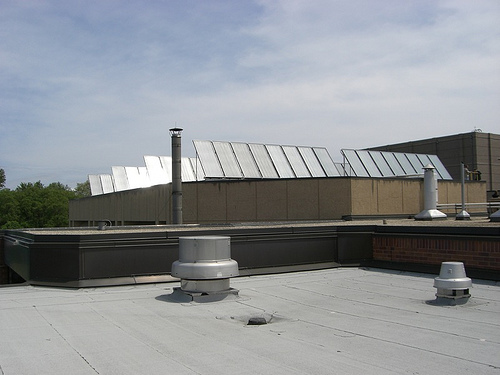
أنظمة الطاقة الشمسية للجامعة

في عام 2008م قامت الجامعة بتجديد العديد من مواقف السيارات، لتحل محل الإسفلت بأرضيات نفاذية - الطوب المتشابك الذي يسمح لمياه الأمطار بالتسرب، ومحاصرة المعادن الثقيلة والملوثات قبل أن تدخل خزان التجميع. الجامعة هي أيضا موطن لواحدة من أكبر أنظمة الطاقة الشمسية الحرارية في الولاية، والتي تسخن المياه لحمام السباحة في الحرم الجامعي، وهي توفر حوالي ثلث المياه الساخنة المنزلية للمبنى الرئيسي للجامعة.

## الأكاديميون
يمكن للطلاب الاختيار من بين 22 برنامج بكالوريوس و27 خريج و4 برامج لدرجة الدكتوراه. تقدم الجامعة أيضًا 22 برنامجا. وأهم التخصصات فيها تشمل ما يلي: المحاسبة؛ إدارة الأعمال والإدارة؛ الفنون الليبرالية، الاحياء؛ العدالة الجنائية؛ علوم الكمبيوتر؛ تكنولوجيا المعلومات؛ التعليم الابتدائي والتدريس؛ علم النفس؛ الإدارة الصحية؛ والعمل الاجتماعي. لقد حصلت جميع برامج الجامعة على الاعتماد المهني المناسب (في حالة وجود هذا الاعتماد). اعتُمدت الجامعة نفسها من قبل لجنة التعليم العالي للرابطة الشمالية المركزية للكليات والمدارس. خمسة وثمانون في المئة من أعضاء هيئة التدريس في هذه الجامعة حاصلون على درجة الدكتوراه أو أعلى درجة في تخصصهم، ومعظم الفصول بها أقل من 30 طالبًا.

## روابط خارجية
- الموقع الرسمي